# Johannes van der Ploeg
Johannes Petrus Maria van der Ploeg (Nijmegen, 4 luglio 1909 – Nijmegen, 4 agosto 2004) è stato un presbitero e teologo olandese dell'Ordine dei domenicani, specializzato nell'Antico Testamento. Fu uno dei maggiori oppositori delle presunte rivelazioni private di Gabriele Bitterlich, fondatrice dell'Opus Sanctorum Angelorum. Autore di varie pubblicazioni sul Rotoli del Mar Morto, polemizzò col dogmatico belga Edward Schillebeeckx in merito al catechismo olandese..

## Biografia
Johannes Van der Ploeg entrò nel noviziato dell'Ordine domenicano nel 1926. 
Dopo aver studiato teologia e filosofia a Zwolle, Le Saulchoir e all'Angelicum di Roma, nel '32 fu ordinato sacerdote. Due anni dopo conseguì il dottorato in teologia e, nel '46, quello in Sacra Scrittura. 
Nel 1947, durante un soggiorno presso la Scuola biblica e archeologica di Gerusalemme, entrò in contatto con i primi Rotoli del Mar Morto. Riconobbe un rotolo che era un manoscritto del Libro di Isaia, ma lo considerò privo di valore, pensando che fosse di origine medievale. Tempo avanti, questo suo atteggiamento mutò e van der Ploeg iniziò a pubblicare testi sui Rotoli di Qumran. Nel 1951 succedette a Bernard Jan Alfrink come professore di Antico Testamento, ebraico e siriaco antico presso l'Università cattolica di Nimega. Dal 1960 al 1961 fu anche magnifico rettore di tale ateneo. 
Van der Ploeg in seguito si occupò intensamente del cristianesimo nell'India meridionale. Nel '63 la Chiesa cattolica sira lo nominò corepiscopo. 
Nel 1979 si ritirò dal mondo accademico. Nel 1982, in occasione del suo settantesimo compleanno, gli è stata dedicata la pubblicazione commemorativa intitolata Von Kanaan bis Kerala (Da Canaan al Kerala).
Di orientamento conservatore, si oppose particolarmente all'Opus Sanctorum Angelorum e al catechismo olandese, per il quale fu protagonista di un'accesa controversia col dogmatico belga Edward Schillebeeckx.

## Premi e riconoscimenti
- 1958: membro dell'Accademia reale olandese delle arti e delle scienze;
- 1963: corepiscopo della Chiesa siro-cattolica;
- 1980: membro della Pontificia Accademia Theologica Romana[senza fonte];
- 1997: Dottorato onorario presso l'Istituto per gli studi siriaci in India.

## Opere selezionate
- Funde in der Wüste Juda: Die Schriftrollen vom Toten Meer und die Bruderschaft von Qumrân. Bachem, Köln 1959. [Übersetzung des Originals von 1957]
- Le Rouleau de la guerre: traduit et annoté avec une introduction. Studies on the Texts of the Desert of Judah 2. Brill, Leiden 1959.
- Le Targum de Job de la grotte 11 de Qumran (11 QtgJob). Noord-Hollandsche Uitg. Maatschappij, Amsterdam 1962.